# Adoniram Judson

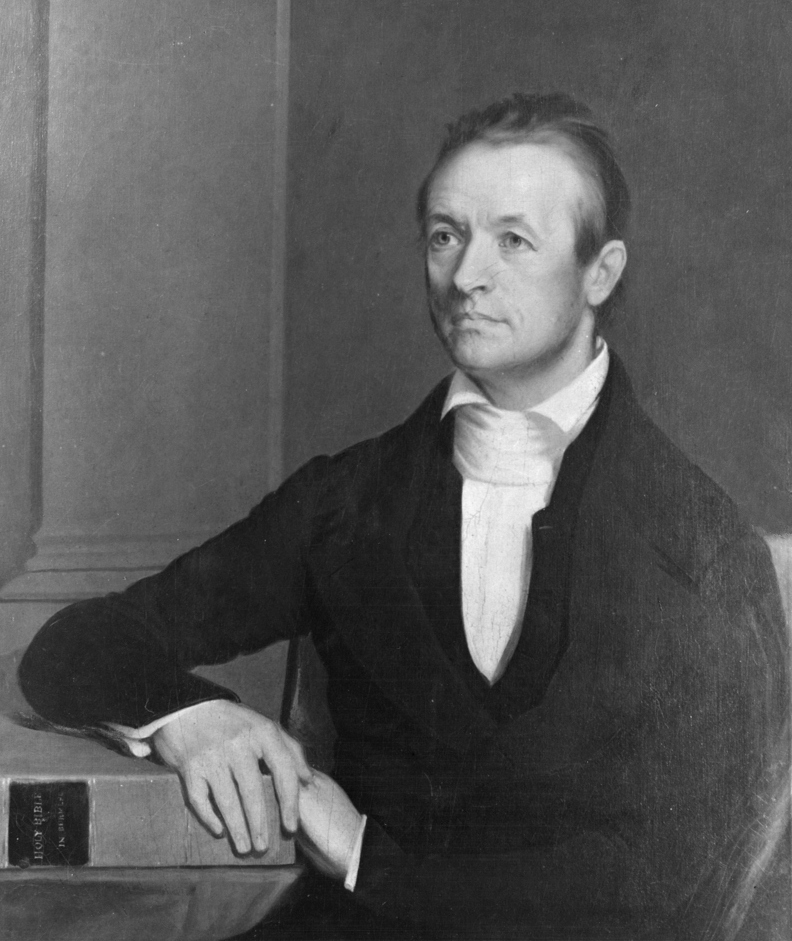
Adoniram Judson in 1846.

Adoniram Judson (Massachusetts, 9 augustus 1788 – Golf van Bengalen, 12 april 1850) was een Amerikaanse zendeling die in de eerste helft van  de 19e eeuw bijna veertig jaar in Birma werkzaam was. Hij wordt beschouwd als de belangrijkste van de eerste generatie zendelingen die vanuit de Verenigde Staten overzee gingen werken.

## Jeugdjaren
Judson werd geboren zoon als de zoon van een dominee. Hij bezocht Providence College en ging op zijn negentiende theologie studeren aan Andover Theological Seminary. Daar studeerde Judson af in 1810. Tijdens zijn studie had hij zich gevoegd bij een groep zendingsgerichte studenten die zich the Brethren noemde. De studenten klopten aan bij hun kerkgenootschap en in 1810 werd het American Board of Commissioners for Foreign Missions gevormd.
Op 11 januari 1811 vertrok Judson vanuit Boston richting Engeland voor een bezoek aan het London Missionary Society, omdat er in Amerika nog geen zendingsgenootschappen waren die mensen uitzonden. Onderweg werden ze echter overvallen door Franse piraten, maar na een korte gevangenschap bereikte hij toch via het vasteland van Frankrijk Londen. In augustus vertrok hij van daar weer richting New York.

## Zendeling
Op 19 september werd Judson door het American Board of Commissioners for Foreign Missions aangesteld als zendeling voor Azië. Hij trouwde op 5 februari 1812 met Ann Hasseltine en werd een dag later al uitgezegend. Samen met zijn vrouw en vier anderen vertrok hij een week later richting India.
Tijdens de reis deed Judson onderzoek naar de theologie van de doop en kwam tot de conclusie dat de volwassendoop de enige juiste Bijbelse doop was. Nadat zij door een medewerker van de Britse zendeling  William Carey waren gedoopt stapten zij over naar een baptistendominatie.
Zowel de lokale bevolking als de Britten, die het op dat moment voor het zeggen hadden in India, zaten niet te wachten op evangeliserende Amerikanen in een Hindu-gebied. De groep zendelingen ging daarom uiteen en er werd gezocht naar geschiktere plaatsen voor zending.
In juli 1813 vertrok Judson richting Birma. Zijn vrouw had haar eerste miskraam aan boord van het schip waarmee zij reisden. In het boeddhistische Birma aangekomen hield Judson – die al Latijn en Hebreeuws sprak – zich de eerste drie jaar bezig met het leren van de Birmaanse taal. In deze tijd hadden hij en zijn vrouw nauwelijks contact met andere westerlingen.
In 1817 presenteerde Judson een Birmaans woordenboek en in juli van dat jaar verscheen het Evangelie volgens Matteüs in het Birmaans. In 1823 zou het eerste exemplaar van het Nieuwe Testament van de drukpersen rollen.
Judson probeerde in de eerste plaats zich bepaalde Birmaanse gewoontes eigen te maken. Zo droeg hij een soort van toga om aan te geven dat hij een religieus leraar was. Dit hielp echter niet, omdat zijn toehoorders alleen aandacht hadden voor zijn blanke huidskleur. Judson besloot daarop te stoppen  met zijn pogingen om op deze manier aan te passen, omdat de Birmezen hem toch alleen zouden zien als buitenlander. Daarop opende hij en zijn vrouw in 1819 een zayat, een soort van ontmoetingsplaats voor Birmaanse mannen. Na twee maanden hadden ze hun eerste bekeerling, Maung Naw, een 35-jarige timmerman afkomstig van een bergstam.
Over het algemeen liepen echter de pogingen spaak om de lokale bevolking van Rangoon te bereiken met het evangelie. Veel boeddhisten hadden vooral moeite om te geloven in één leven (geen reïncarnatie) en één almachtige God. Tot het grote verdriet van Judson en zijn vrouw overleed ook hun tweede kind.
In 1822 waren er achttien bekeerlingen. In 1820 kreeg Judson gezelschap van een mede-zendeling genaamd Coleman. Deze probeerde bij de keizer van Birma toestemming voor zendelingen te krijgen om in het hele land te werken. Ook pleitte hij ervoor om de doodstraf op te heffen die erop stond wanneer iemand van geloof veranderde.

## Eerste Engels-Birmaanse Oorlog (1824-1826)
Er veranderde veel in 1824 door het uitbreken van de Eerste Engels-Birmaanse Oorlog. Birma verlangde gebiedsuitbreiding, en Engeland wilde meer handel. Alle Engelstalige personen werden opgepakt. Ook Amerikanen, omdat zij makkelijk zouden kunnen spioneren voor Engeland. Ook Judson werd opgepakt en hij zat onder ernstige omstandigheden gevangen. De gevangenen waren geketend en werden onder andere aan hun voeten opgehangen, waarbij alleen hun hoofd en bovenlijf de grond raakten. Zijn vrouw Ann deed alles wat ze kon om hem vrij te krijgen (wat haar niet lukte) of om enige verlichting in zijn miserabele omstandigheden te verkrijgen. Acht maanden nadat Judson gevangen was genomen, werd hun derde kind geboren.
Na ongeveer anderhalf jaar gevangenschap kwam Judson vrij omdat er vredesonderhandelingen werden aangeknoopt tussen de twee oorlogvoerende landen, waarbij Judson als tolk moet optreden. Maanden duurden deze onderhandelingen, waarbij Adoniram en Ann elkaar niet konden ontmoeten.
Judson zou zijn vrouw echter niet meer opzoeken. Vanwege lange maanden van ziekte, stress een eenzaamheid overleed Ann Judson op 24 oktober 1826. Hun derde kind overleed zes maanden later.

## Periode na gevangenschap
Door dit verlies kwam Judson in een zware depressie terecht, zodat hij met al het zendingswerk stopte en alleen in een hut in het oerwoud zat en niets deed. Vooral door de aandacht van medezendelingen kwam hij er uiteindelijk weer bovenop en vertrok naar het noorden van Birma om te werken onder de Karen, een Birmaanse stam.
In 1834 rondde hij de gehele vertaling van de bijbel af, en april van datzelfde jaar trouwde hij met Sarah Hall Boardman, de weduwe van een collega-zendeling. Samen zouden zij acht kinderen krijgen, waarvan vijf volwassen zouden worden. Sarah kreeg op een gegeven moment gezondheids- en psychische problemen en keerde terug naar de Verenigde Staten. Ze overleed echter onderweg op Sint Helena op 1 september 1845.

## Laatste jaren en overlijden
Judson keerde zelf ook terug naar de Verenigde Staten, en werd als een ware beroemdheid ontvangen. Hij maakte een tournee langs de oostkust om meer aandacht en financiële middelen voor het zendingswerk te vragen. Judson had een assistent die alles wat hij zei hardop herhaalde omdat hij nauwelijks nog een stem had. Op 2 juni 1846 trouwde Judson voor een derde maal, dit keer met de schrijfster Emily Cubbuck. In 1847 kregen zij samen een zoon.
Judson keerde terug naar Birma maar overleed aan boord van het schip in de Golf van Bengalen. Hij kreeg een zeemansgraf. Drie weken na Judson overleed ook zijn jongste zoon.

## Nalaatschap
Aan het begin van zijn periode in Birma had Judson zich als doel gesteld om de Bijbel te vertalen en een kerk van honderd mensen na te laten bij zijn dood. Toen hij stierf waren er – grotendeels dankzij zijn inzet – honderd kerken en achtduizend gelovigen.
Na de Verenigde Staten en India heeft Birma vandaag de dag het grootste aantal baptisten. Elk juli vieren de baptistenkerken in Birma Judson Day. Ook heeft het werk van Judson voor een belangrijke impuls gezorgd voor de vorming van zendingsorganisaties in de Verenigde Staten. In Amerika zijn er minstens 36 kerken en verschillende scholen naar hem (en zijn eerste vrouw) genoemd.